# 聖聡
聖聡（しょうそう、正平21年/貞治5年7月10日（1366年8月16日）- 永享12年7月18日（1440年8月15日））は、南北朝時代から室町時代中期にかけての浄土宗の僧。父は下総国守護千葉氏胤。浄土宗第8祖。母は新田義貞の娘と伝えられる。幼名は徳千代丸もしくは徳寿丸と称し、元服して諱を胤明を称したとされるが、一方で9歳で出家したとも伝えられている。
はじめ千葉妙見寺（真言宗寺院で明治初年の廃仏毀釈により千葉神社となる）で真言密教を学んだが、元中2年/至徳2年（1385年）浄土宗の了誉聖冏に帰依し、その門下となった。聖冏が体系化した五重相伝の布教に努め、多くの弟子を養成した。明徳4年（1393年）武蔵国豊嶋郡貝塚（現在の東京都千代田区）にあった光明寺と称する真言宗寺院を浄土宗に改宗して増上寺と改称し、関東における浄土宗の道場とした。千葉氏・佐竹氏の帰依を得、寺領の寄進もあり増上寺の基礎を築いた。永享11年（1419年）、甥の聡誉酉仰に増上寺を譲った。
弟子に、弘経寺開山の嘆誉良肇、松平氏宗家第四代松平親忠開基の大恩寺開山了暁慶善、松平氏宗家第三代松平信光開基の信光明寺開山釋誉存冏などがいる。松平親忠の第四子で、浄土宗総本山知恩院25世の超誉存牛や、徳川将軍家菩提寺大樹寺開山の勢誉勢誉愚底はいずれも了暁の弟子であり、聖聡の孫弟子となる。